# Hevesi Ákos
Hevesi Ákos (Kismarja, 1884. július 9. – Chimillas, 1937. július 12.) gazdatiszt, a Forradalmi Kormányzótanács tagja.

## Élete
Dr. Hevesi Vilmos (korábban Heck Bernát) orvos és Wachsmann Lenke fiaként született izraelita vallásúként, családjával 1889. augusztus 7-én áttért a református hitre. A gimnázium elvégzése után a kolozsmonostori gazdasági főiskolára iratkozott be. Ennek befejezése után tanulmányútra ment Németországba, ahol szakmai ismeretszerzés mellett megismerkedett a szocialista eszmeáramlatokkal is. Visszatérte után gazdatisztként működött. 1907-ben a nagyváradi törvényszék 2 év 6 hónap fegyházra ítélte halált okozó súlyos testi sértés vétsége miatt. 1909-ben belépett az MSZDP-be. 1916-ban behívták, s az olasz frontra került, összesen két évet szolgált. Az őszirózsás forradalom idején a Földmunkások és Kisgazdák Országos Szövetségének csoporttitkára, 1919 elején belépett a Kommunisták Magyarországi Pártjába, s bekapcsolódott a szövetkezeti agitációba: a Buza Barna-féle földreform-tervezet ellenében a termelőszövetkezetek létesítése mellett tette le voksát. 1919 februárjában Hamburger Jenő, mint földművelésügyi államtitkár őt bízta meg a téeszesítés tervének elkészítésével. A Magyarországi Tanácsköztársaság idején tervei alapján kezdték meg a termelőszövetkezetek létesítést. Megbízták a Földművelésügyi Népbiztosság szövetkezeti osztályának irányításával, majd helyettes népbiztossá nevezték ki a Földművelésügyi Népbiztosságnál. 1919. április 30-án Budapesten, az Erzsébetvárosban házasságot kötött a balmazújvárosi születésű Wertheimer Hermina tejcsarnok kezelővel, Wertheimer Mór és Kohn Fanni lányával. Belépett a Vörös Hadseregbe, s a II. hadtestnél szolgált. Később Székesfehérvár városparancsnokaként működött, illetve Fejér megye katonai biztosa lett. A bukás után 1919. augusztus 23-án délután letartóztatták. Több mint 4 pere volt, amelyekben  felségsértéssel, lázadással, személyes szabadság megsértésével, zsarolással, izgatással és emberöléssel vádolták. A Budapesti Törvényszék 1920 szeptember havában 10 évi fegyházra ítélte, ám a fogolycsere-akciónak köszönhetően 1922-ben Szovjet-Oroszországba került. Itt először a Kominternben működött, majd a Paraszt Internacionálé agitációs és propagandaosztályának lett vezetője, később pedig a szervezet alelnökeként működött. Dolgozott a Nemzetközi Agrártudományi Intézetben is. 1929-ben Berlinbe ment, s 1933-ig itt élt. Ekkortájt könyvírással, cikkírással kereste meg kenyerét. Részt vett a spanyol polgárháborúban, egyes források szerint Neibung Pál, más források szerint Tar Ákos néven. Részt vett a katonák kiképzésében, a „Rákosi zászlóalj" megszervezésében, amelynek parancsnokaként is harcolt. Később a Nemzetközi Brigád magyar zászlóaljának parancsnoka lett, ám a huescai harcokban elesett.
Hevesi Ákost hosszú ideig ,,gyanúsként" emlegették a Szovjetunióban. Fiát hazatérése után lefokozták és kizárták a pártból, bár két ízben kapta meg a Vörös Zászló érdemrendet, ami a Szovjetunióban is ritkaságnak számított.
Szántó Rezső maga indult Hevesi keresésére és egészen Léridáig elment, de hiába. Egyesek úgy informálták őt, hogy fogságba esett. Közel két év telt el, míg halálának körülményei tisztázódtak. Ezért volt nagy jelentősége annak, hogy a SZK(b)P 1939-ben megtartott XVIII. kongresszusán Dmitrij Manuilszkij előadói beszédében, amikor a spanyol nép harcának megsegítéséről, a nemzetközi munkásmozgalom összefogásáról és a harcokban elesettekről szólt, meleg szavakkal megemlékezett Hevesi Ákosról, a magyar nép fiáról.

### Levéltári anyagok
- HU BFL - VII.5.c - 7140 - 1920
- HU BFL - VII.18.d - 13/7496 - 1919
- HU BFL - VII.18.d - 13/2397 - 1919
- HU BFL - VII.18.d - 13/3849 - 1919
- HU BFL - VII.18.d - 13/3383 - 1920